# ニコライ・グミリョフ

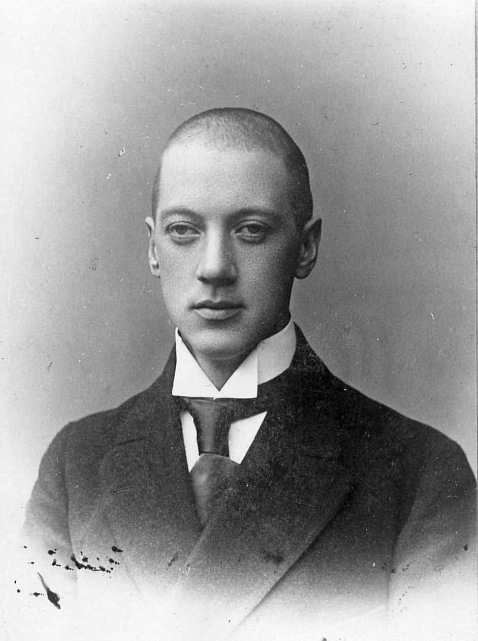
ニコライ・グミリョフ

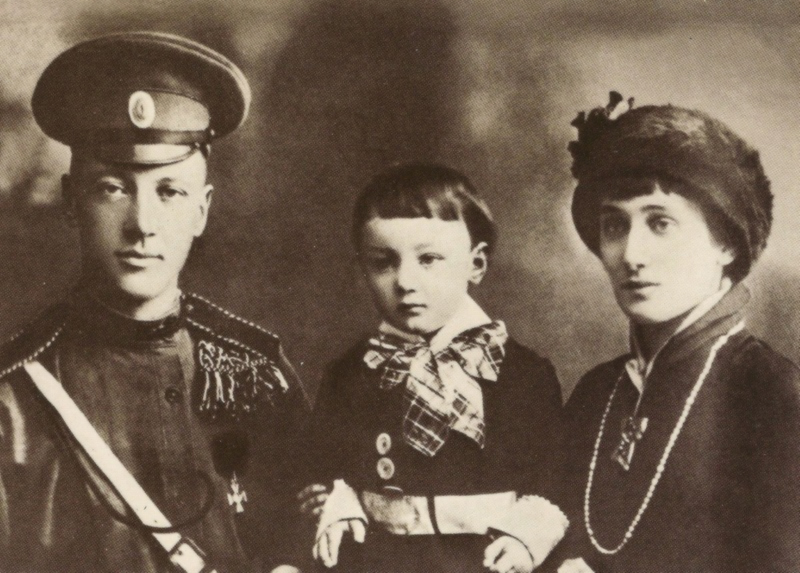
1913年に撮影された左からグミリョフ、子レフ・グミリョフ、妻アンナ・アフマートヴァ

ニコライ・ステファノヴィッチ・グミリョフ（ロシア語:Никола́й Степа́нович Гумилёв、英語:Nikolay Stepanovich Gumilev 発音、1886年4月15日（新暦） - 1921年8月25日）は、ロシア・クロンシュタット出身の詩人。アクメイズムの指導者として名高い。妻は同国の詩人、アンナ・アフマートヴァで、子供は歴史家、民俗学者、人類学者のレフ・グミリョフ（en:Lev Gumilev）である。

## 略伝
1903年、グミリョフがツァールスコエ・セローへ通う中学生時代の頃に後に妻となるアンナ・アフマートヴァと知り合う。当初グミリョフは熱烈なプロポーズをするもののアフマートヴァはこれを無視し、絶望したグミリョフが自殺未遂まで起こした。最終的には1910年4月25日にアフマートヴァが渋々結婚に至った。
グミリョフが大学生の頃はペテルブルク大学、パリ大学で学び、新婚旅行で訪れたフランスパリに長く住む。しかし新婚旅行から戻ってグミリョフはアフマートヴァを残して一人アフリカへ旅立った。
1912年4月に息子レフ・グミリョフが生まれる。だがグミリョフは再び妻子を置いて一人でアフリカへと旅立ったため、家庭は事実上崩壊していた。
第一次世界大戦の時は義勇兵として参戦した。
しかし1921年8月25日に反革命の陰謀に加わったとして銃殺された。

## 作品
グミリョフの作品は男性的、具体的、明晰なイメージで異国風である。詩を書き始めた頃は、ギムナジウムの校長であったアンネンスキーの影響が著しく、グミリョフ自身もそれを認め、いくつかの詩をアンネンスキーに捧げている。
- 1905年、詩集『征服者の道』
- 1908年、詩集『ロマンチックな花々』
- 1910年、詩集『真珠』
- 1918年、詩集『篝火』
- 1920年、詩劇『ゴンドラ』